# روبيرت أنديرسون كافالهيرو
روبيرت أنديرسون كافالهيرو (1 أبريل 1983 في البرازيل - ) هو لاعب كرة قدم برازيلي في مركز الوسط. لعب مع نادي بادوفا ونادي برو فيرتشيلي ونادي تريفيزو ونادي جنوى ونادي ريجيانا 1919 ونادي فينيزيا ونادي كومو وهيلاس فيرونا ونادي فيلا نوفا وبوردينوني كالتشيو.